# Ferrari Meera S
Ferrari Meera S – samochód sportowy klasy wyższej typu one-off wyprodukowany pod włoską marką Ferrari w 1983 roku.

## Historia i opis modelu
Na początku lat 80. XX wieku Ferrari nawiązało współpracę z włoskim projektantem i producentem nadwozi Giovannim Michelottim, by zbudować unikatowy, sportowo-luksusowy model na specjalnie zamówienie. Ferrari Meera S powstało w oparciu o podzespoły techniczne i konstrukcyjne modelu 400i, zyskując całkowicie nowy projekt nadwozia o estetyce odrębnej i nietypowej względem innych modeli Ferrari. Smukłą sylwetkę rozpoczął szpiczasty przód z poziomo położonym dużym wlotem powietrza i chowanymi reflektorami, z kolei panele boczne wzbogaciły wkomponowane w sylwetkę wloty powietrza. Samochód pomalowano na kremowy lakier Bianco Fuji.
Samochód wyposażono w nietypowe rozwiązania. Do szyb bocznych zastosowano wycieraczki, a pasażerowie przedniego rzędu siedzeń mieli do dyspozycji dwustrefową klimatyzację. Zamiast klasycznego lusterka wstecznego Meera S została wyposażona w kamerę przedstawiającą obraz za pojazdem.
Do napędu Meery S Ferrari wykorzystało wywodzący się z pokrewnego 400i 4,8 litrowy silnik V12 z bezpośrednim wtryskiem Bosch K-Jetronic. Jednostkę zesprzęglono z amerykańskiej konstrukcji automatyczną skrzynią biegów, którą dostarczyło General Motors.

### Sprzedaż
Ferrari Meera S to unikatowa konstrukcja typu one-off, która została zbudowana w pojedynczym egzemplarzu na specjalne zamówienie jednego z członków saudyjskiej rodziny królewskiej. Do zmiany właściciela doszło niespełna 27 lat po premierze, kiedy to w listopadzie 2010 kompleksową restauracją egzemplarza zajął się specjalny oddział Ferrari Classiche. W przedsięwzięcie zainwestowano 252 100 euro. Samochód ponownie wywołał medialne zainteresowanie w styczniu 2022, kiedy trafił na aukcję w brytyjskim domu RM Sotheby's za cenę 110 tysięcy funtów.

### Silnik
- V12 4,8 l 315 KM